# Frosta AG
Frosta AG er en tysk producent af frosne fødevarer med hovedkvarter i Bremerhaven, Bremen. De sælger frosne grøntsager, frugt, fisk og færdigretter, som de producerer i Tyskland og Polen og markedsfører i 6 lande.
Deres brands inkluderer FRoSTA, Elbtal, La Valle Degli Orti, Mare Fresco, Surgela og tiko. De sælger via private label i Aldi, Lidl og Norma. De har foodservice-produkter til bl.a. industri og catering.
Frosta AG's historie begyndte i 1905 med etableringen af Nordstern - en tysk dybhavsfiskerivirksomhed. I 1970'erne og 1980'erne opkøbte Dirk Ahlers flere virksomheder indenfor frosne fødevarer og organiserede dem under holdingselskabet "Nordstern Foods". Navnet FRoSTA AG blev indført i 1997.